# Johannes Louis Ebert

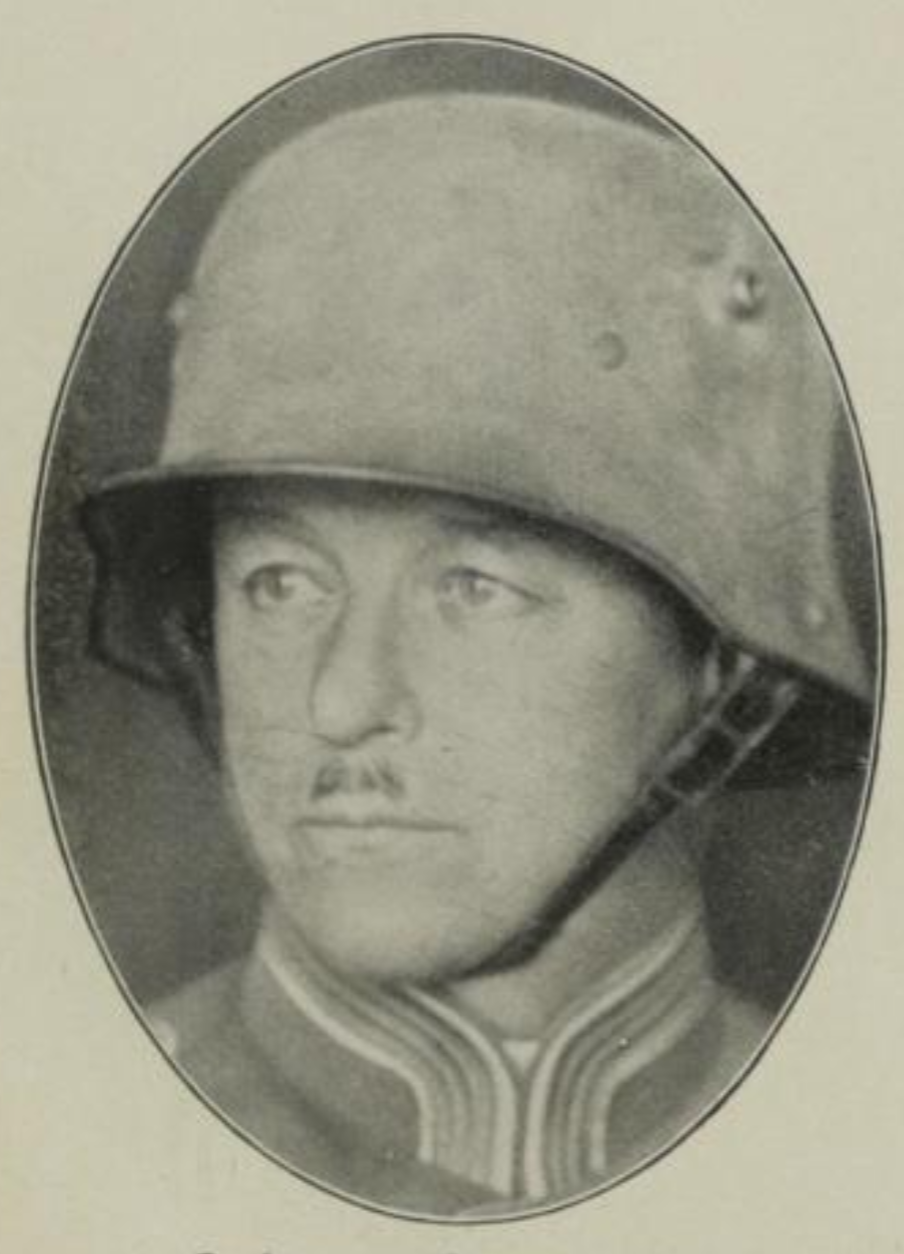
Johannes Louis Ebert

Johannes Louis Ebert (* 24. Dezember 1867 in Oberhohndorf; † unbekannt) war ein sächsischer Brigadekommandeur im Ersten Weltkrieg.

## Leben
Ebert war Sohn des Rittergutsbesitzers und Mitglied des Deutschen Reichstags Karl Friedrich Ebert und dessen Ehefrau Helene, geb. Thost. Ebert besuchte zunächst das Gymnasium zu Zwickau und trat nachfolgend in den sächsischen Kadettenkorps in Dresden ein, wo er die nächsten Jahre erzogen wurde. Am 1. April 1886 wurde er als Portepeefähnrich dem Königlich Sächsisches 2. Husaren-Regiment Nr. 19 „Kronprinz Wilhelm des Deutschen Reiches und von Preußen“ übergeben und wurde im Herbst 1887 zum Leutnant ernannt. Er durchlief in den nächsten Jahren eine typische militärische Laufbahn und wurde nach Neuformierung des Detachements Jäger zu Pferde zu Dresden in dieses versetzt und am 1. April 1900 zum Rittmeister und Eskadronschef beim 1. Königlich Sächsischen Husaren-Regiment „König Albert“ Nr. 18 ernannt. Er diente von 1903 bis 1906 als Adjutant der 24. Kavallerie-Brigade und diente nachfolgend bis 1910 als Schwadronschef im 1. Königs-Husaren-Regiment. Im selben Jahr erfolgte seine Beförderung zum Major und etatsmäßigen Stabsoffizier beim 3. Ulanen-Regiment Nr. 21 „Kaiser Wilhelm II., König von Preußen“, mit dem er auch am 2. August 1914 an die Front rückte.
Er wurde Regimentskommandeur des Regiments und kommandierte dieses an der Ostfront, wo er im September die Bahnen zwischen Warschau und Lodz zu zerstören. Trotz feindlicher Infanterie und Kavallerie konnte er seine Aufgabe erfüllen und wurde am 7. November 1914 mit dem Ritterkreuz des Militär-St.-Heinrichs-Ordens ausgezeichnet. Er wurde am 12. September 1914 zum Führer des Garde-Reiter-Regiments ernannt, dem er bis zum 10. November 1918 als Kommandeur angehörte. Bis zu seiner Verabschiedung im August 1919 diente er als Brigadekommandeur der 40. Kavallerie-Brigade.
Er war mit Marie, geb. List verheiratet und war Vater mindestens einer Tochter, Margot. Diese heiratete 1918 den Regierungsassessor Gotthard Kell.